# 수신증
수신증(hydronephrosis), 물콩팥증은 소변 흐름이 막혀서 발생하는 신우와 신배의 유체 정역학적 팽창을 가리킨다. 물요관증(수뇨관증, hydroureter)은 수뇨관의 팽창을 의미한다.
증상은 가로막는 상태에 따라 급성/만성, 부분적/온전으로 구분한다.